# 峯木十一郎
峯木 十一郎（みねき といちろう、1894年（明治27年）6月11日 - 1980年（昭和55年）10月21日）は、大日本帝国の陸軍軍人。最終階級は陸軍中将。

## 経歴
峯木は新潟県出身。峯木矩陽の六男として生まれた。村上中学校（現新潟県立村上高等学校）卒業を経て、1916年（大正5年）5月に陸軍士官学校（28期）を卒業した。同年12月、歩兵少尉に任官し歩兵第2連隊付に配属された。
1920年（大正9年）8月から1921年（大正10年）7月までシベリア出兵に出征した。
1926年（大正15年）12月7日、陸軍大学校（38期）を卒業し歩兵第26連隊中隊長に発令された。
以後、陸軍省軍務局付勤務、同局課員、第5師団参謀、歩兵第14連隊大隊長、第11師団参謀、陸大研究部主事兼参謀本部付、陸大教官などを務め、1938年（昭和13年）7月、歩兵大佐に昇進した。
同年9月、第21軍参謀として日中戦争に派兵された。歩兵第27連隊留守隊長、歩兵第221連隊長、第54師団参謀長などを歴任し、1941年（昭和16年）10月、日中戦争の活躍もあり陸軍少将に進級。
1942年（昭和17年）10月、北海守備隊司令官として太平洋戦争に出征。1943年 （昭和18年）アリューシャン列島 アッツ島の戦いで日本軍が玉砕し孤立したキスカ島を米軍が包囲する中、北海守備隊司令官としてキスカ島陸軍部隊を指揮、第1水雷戦隊司令官木村昌福少将が指揮するキスカ島撤退作戦により、日本軍陸海軍将兵約5,000名の無傷での全員撤退を成功させた（キスカの奇跡）。同年5月、北方軍司令部付となり、第7歩兵団長、海上機動第4旅団長、樺太混成旅団長を歴任し、 1945年（昭和20年）3月、陸軍中将に進み、新設の第88師団長に就任、引き続き樺太防衛任務を担当する。
同年8月9日に日ソ中立条約を一方的破棄し対日参戦したソ連が、8月11日に南樺太占領作戦を開始する中（樺太の戦い）、対ソ作戦及び住民避難対応に着手する。
8月15日に日本が連合国に無条件降伏、翌16日朝に方面軍命令に基づき終戦に関する師団命令を発令するが、同日午後に第5方面軍より自衛戦闘継続命令が届き、樺太経由で北海道侵攻をも視野に入れるソ連軍との自衛戦争を8月22日まで継続する。終戦後の圧倒的不利な自衛戦争による南樺太の多大な住民犠牲を回避すべく、第5方面軍首脳部に自衛戦闘中止を要請、樋口季一郎司令官が了承後、知取にて停戦合意に至る。その後ソ連に連行され、1950年6月ハバロフスク地区軍法会議で銃殺刑判決を下されるが、後に強制労働20年に減刑されシベリアにて抑留生活を送る。1956年12月発効の日ソ共同宣言によるソ連との国交回復で、11年ぶりに祖国日本に帰還を果たす。
1948年（昭和23年）1月31日、公職追放仮指定を受けた。

## 親族
- 兄 峯木茂（海軍少佐）[1]

## 伝記
- 新潟県偕行会編『北海に捧げて : 陸軍中将峯木十一郎追悼録』新潟県偕行会、1981年。